# کارلوس کوئستا
کارلوس کوئستا (انگلیسی: Carlos Cuesta؛ زادهٔ ۹ مارس ۱۹۹۹) بازیکن فوتبال اهل کلمبیا است.
از باشگاه‌هایی که در آن بازی کرده‌است می‌توان به اتلتیکو ناسیونال اشاره کرد.
وی همچنین در تیم ملی فوتبال زیر ۲۰ سال کلمبیا بازی کرده‌است.